# Amicul învățătorului
Amicul învățătorului a fost un ziar editat în comitatul Sălaj din 1876.